# エフライム族
エフライム族（エフライムぞく）は、イスラエルの12支族の中の1部族であり、ヨセフ族から分かれた2部族（マナセ族、エフライム族）の内の1つである。
士師記第12章でのエタが率いるギレアド族との内戦で「シボレテ」という言葉を正しく発音できない方言を利用され、捕えられ、四万二千人のエフライム族が殺害された（シリア・エフライム戦争）。

## 日ユ同祖論
久保有政は、皇室のルーツをエフライム族の王家であるとしている。